# Autobahn Shiyan–Tianshui
Die Autobahn Shiyan–Tianshui oder Shitian-Autobahn (chinesisch 十天高速公路, Pinyin Shítiān gāosù gōnglù, englisch Shitian Expressway), chin. Abk. G7011, ist eine im Bau befindliche regionale Autobahn in den Provinzen Hubei, Shaanxi und Gansu in der Mitte Chinas. Die 740 km lange Autobahn zweigt bei Shiyan von der Autobahn G70 ab und führt in westlicher Richtung über Ankang und Hanzhong nach Tianshui.